# Брив
Брив (фр. Brives) насеље је и општина у централној Француској у региону Центар (регион), у департману Ендр која припада префектури Исуден.
По подацима из 2011. године у општини је живело 277 становника, а густина насељености је износила 14,13 становника/km². Општина се простире на површини од 19,61 km². Налази се на средњој надморској висини од 145 метара (максималној 168 m, а минималној 135 m).

## Демографија
| 1962. | 1968. | 1975. | 1982. | 1990. | 1999. | 2011. |
| ----- | ----- | ----- | ----- | ----- | ----- | ----- |
| 165   | 226   | 204   | 190   | 191   | 198   | 277   |

График промене броја становника у току последњих година